# Paco D'Alcatraz
Paco D'Alcatraz, alias Fabio Ferriani (Crevalcore, 10 dicembre 1949), è un cantautore, comico e scrittore italiano. Tra i capiscuola del genere demenziale, compone poesie, monologhi, aforismi e canzoni.

## Biografia
Fabio Ferriani, in arte Paco D'Alcatraz, appartiene al genere demenziale italiano degli anni ottanta.
Come musicista, accompagna la cantante Paola Musiani, suona con il quartetto vocale dei Gulp, con il gruppo in tour di Mia Martini e con Anna Melato.
Il cantante Gianni Pettenati gli commissiona delle musiche per un suo recital, Favole di poveri Diavoli, che debutta al bolognese Teatro delle Moline.
Nel 1976 incontra Freak Antoni, leader della band demenziale Skiantos.
Il suo primo album Foto di Nessuno (Fonit Cetra 1977) esce con il nome di Fabio Ferriani: in stile cantautoriale, è suonato tra gli altri dai futuri componenti degli Stadio, prodotto da Renzo Fantini ed arrangiato da Roberto Picchi, ma passa quasi inosservato.
Nel 1980 sceglie il genere comico demenziale e assume il nome d'arte di Paco D'Alcatraz. Sulla scena si ispira ai brani anni cinquanta di Fred Buscaglione e alle gag dei Brutos, e compone canzoni di stampo surrealista, monologhi e aforismi.
Negli anni ottanta pubblica due singoli, Mutande (1983) (presentata con successo allo show di Canale 5 Premiatissima) e Doberman (1985), e l'album Cuori italiani (Airplane, 1984), partecipa alla compilation Lupo solitario, legata all'omonima trasmissione televisiva (Italia Uno, 1987) ed appare sul piccolo schermo in varietà comici e musicali: Università della canzonetta (Raidue, 1982) Premiatissima (Canale 5, 1983), Festivalbar (1985) e Lupo solitario (1986).
Firma musiche e testi per spettacoli con Astro Vitelli, alias Freak Antoni, tra cui Non c'è gusto in Italia ad essere intelligenti e Troppo rischio per un uomo solo (1989). Nell'aprile 1990 è ospite alla prima edizione di Sanscemo. Collabora con riviste di settore come Comix.
Dal suo incontro con il cabarettista Rocco Barbaro nasce Me ne fotto (1997-98) che successivamente i due presentano anche al Maurizio Costanzo Show (1998).
Ricompare in televisione con Superconvenscion (Raidue, 2001) condotto da Enrico Bertolino; è anche nel cast della sitcom ambientata in un locale di provincia della costa romagnola, Tisana bum bum (Raidue, 2004), un programma di Giorgio Ganzelli e Maurizio Castiglioni con un gruppo di comici guidati da Norberto Midani.
Dal 2005 gestisce un locale cabaret (Margot) a Bologna. Continua comunque la sua attività di comico e musicista e nel 2009 esce il disco sul degrado delle città italiane Ma che splendore! (prodotto da Mauro Malavasi e con la partecipazione, tra gli altri, di Jimmy Villotti e Piero Odorici).
Nel 2018 Paco D'Alcatraz partecipa all'album Powerillusi & Friends dei Powerillusi; nel disco interpreta il brano Sessantanove.
Il 16 aprile 2023 Scripta Volant pubblica "Il Sole Illumina Mio Zio". Il libro, precedentemente autoprodotto nel 1995, raccoglie aforismi, aneddoti, battute e giochi di parole composti a fine anni ottanta. In questa edizione, il libro vede la prefazione del Mago Forest e gli apprezzamenti di altri colleghi del mondo dello spettacolo: Flavio Oreglio, Franco Facchini, Vito Vita dei Powerillusi, Giangilberto Monti, Giovanni Cacioppo, Rocco Barbaro e Dandy Bestia.

## Gli anni del Beat e del Rhythm and blues (1966-1970)
Nell'autunno del 1966 Fabio Ferriani fonda i Boidi assieme a Bruno Gironi. La loro prima formazione vede Fabio Ferriani alla voce e chitarra, Bruno Gironi al basso, Maurizio Lubian alla batteria, e Elvis alla seconda chitarra.
I Boidi sono un complesso Beat che propone cover dei Beach Boys, Simon & Garfunkel, Beatles e Rolling Stones. Nell'inverno 1966/1967, la loro formazione varia in due momenti: i fondatori Fabio Ferriani e Bruno Gironi restano, ma alla seconda chitarra, Elvis viene sostituito da Bruno Boy, mentre tra gennaio e febbraio 1967, alla batteria, Maurizio Lubian viene sostituito da Ugo Rapezzi. È con questa formazione che Fabio Ferriani partecipa coi Boidi il 16 febbraio 1967 al "2º Torneo Italiabeat – Gran Premio Davoli", dividendo il palco con altri complessi della scena Beat italiana. Tra questi vi sono i Cobra, che notandolo, gli chiedono di entrare a far parte del complesso come chitarrista e cantante. L'esperienza Beat di Fabio Ferriani continua così nei Cobra tra agosto e settembre del 1967.
Quando Fabio Ferriani entra nei Cobra, questi sono attivi da soli due anni, ma sono già affermati tra le balere di Bologna, Modena e Ferrara, tanto che nell'agosto del 1967 vengono richiesti per aprire al concerto dei Rokes a Fano. I Cobra propongono cover di artisti italiani e angloamericani: Massimo Ranieri, Mina, Fausto Leali, Equipe 84, Shadows, Rolling Stones, Cream.
Nella primavera del 1968, i Cobra provinano il brano in italiano "LSD" presso gli studi Vedette di Milano. Il brano, forse perché non gradito o non capito, non viene pubblicato. Nell'ottobre del 1968, dopo un'intensa attività tra palchi e balere, i Cobra decidono di sciogliersi per percorrere strade diverse.
Nella primavera del 1969, Gianni Bortolotti, che ha conosciuto Fabio Ferriani l'anno precedente, gli chiede di rifondare i Vagabondi della Verità, complesso che alterna sonorità Beat e Rhythm and Blues. Il debutto della nuova formazione (Giorgio Delucca – organo hammond, Fabio Ferriani – chitarra e voce, Maurizio Marchesini – batteria, Gianni Bortolotti – basso, Giovanni Romanini – voce) avviene a giugno 1969 al Luna Rossa di Bologna, dopo qualche mese di prove. La formazione dei Vagabondi della Verità resta invariata fino a Dicembre dello stesso anno, quando il cofondatore Gianni Bortolotti lascia il suo posto a Vittorio Marchioni, già membro dei Vagabondi della Verità nel 1967.
Fabio farà parte dei Vagabondi della Verità fino al loro scioglimento, il quale avverrà di comune accordo ad inizio estate del 1970.
Per Fabio Ferriani, l'esperienza Beat e Rhythm and Blues nei Cobra e nei Vagabondi della Verità rappresenteranno un'importante crescita professionale, e segneranno l'inizio di nuove importanti collaborazioni musicali.

## Discografia parziale

### Album
- 1977 - Foto di nessuno (Fonit Cetra), come Fabio Ferriani
- 1984 - Cuori italiani (Airplane), nei gruppi: Trio Turbina, I Bovines, I Ruvidi Del Liscio, I New Beatniks

### Singoli
- 1983 - Granchio / Mutande (CBS), come P'Aco Dalcatraz
- 1985 - Doberman / Voglio l'Oscar (Keepon Music), come Paco D'Alcatraz
- 2009 - Ma che splendore!, come Paco D'Alcatraz

### Partecipazioni
- 1987 - Lupo Solitario, con il brano Mutande (P'Aco Dalcatraz)
- 2013 - Comicanti, con il brano In Italia si sta male (Giangilberto Monti e Paco D'Alcatraz)
- 2018 - Powerillusi & Friends, con il brano Sessantanove (Paco D'Alcatraz e i Powerillusi)

## Testimonial
- Nel 1994 è testimonial per la birra Adelscott.
- Nel 1996 è testimonial su Italia Uno per Clementoni.

## Videoclip
- Nel 1990 recita assieme a Zucchero Fornaciari e Maria Grazia Cucinotta nel videoclip Diamante, di Zucchero. Nel video, Paco D'Alcatraz compare nel ruolo del parroco.
- Nel 1991 recita assieme a Natalino Balasso e Sabrina Salerno nel videoclip Dirty Boy Look, di Sabrina Salerno. Nel video, girato negli studi SIACA di Cento (FE), Paco D'Alcatraz compare in un costume da bagno anni '20.
- Sempre nel 1991, recita la parte di Charlot nel videoclip Almeno con te, di Mike Francis, girato negli studi SIACA di Cento (FE).

## Curiosità
In Tutto qui - La storia dei Massimo Volume, l'autore Andrea Pomini, racconta che fu Paco D'Alcatraz a portare a Emidio Clementi il libro Il Primo Dio di Emanuel Carnevali, il quale ispirò l'omonima canzone dei Massimo Volume: «[Paco D'alcatraz] era venuto un giorno portandomi Il primo Dio di Emanuel Carnevali. "Leggilo", mi disse, "ché questo era uno come te, lavorava nelle cucine però scriveva". Lo lessi, e fu una delle mie letture più importanti di sempre».